# Fisarals
Els fisarals (Physarales) és un ordre de fongs mucilaginosos mixomicets. Es distingeixen per presentar carbonat de calci en alguna part del seu cos fructífer, tenir les espores agrupades sempre en masses i tenir faneroplasmodi.

## Famílies
- Didymiaceae
- Elaeomyxaceae
- Physaraceae